# Leyssard
Leyssard település Franciaországban, Ain megyében. Lakosainak száma 163 fő (2022. január 1.). Leyssard Bolozon, Ceignes, Challes-la-Montagne, Nurieux-Volognat, Peyriat, Serrières-sur-Ain, Sonthonnax-la-Montagne és Poncin községekkel határos.

## Népesség
A település népességének változása:
| Lakosok száma | 120  | 95   | 113  | 163  | 149  | 154  | 152  | 158  | 161  | 163  |
|               | 1968 | 1982 | 1990 | 2006 | 2013 | 2015 | 2017 | 2019 | 2020 | 2022 |